# Apanteles aper
Apanteles aper är en stekelart som beskrevs av Nixon 1965. Apanteles aper ingår i släktet Apanteles och familjen bracksteklar. Inga underarter finns listade i Catalogue of Life.